# Fabrizio Ranieri
Fabrizio Ranieri (22 de febrero de 1968) es un deportista italiano que compitió en remo. Ganó tres medallas en el Campeonato Mundial de Remo entre los años 1990 y 1993.

## Palmarés internacional
| Campeonato Mundial | Campeonato Mundial       | Campeonato Mundial | Campeonato Mundial      |
| Año                | Lugar                    | Medalla            | Prueba                  |
| ------------------ | ------------------------ | ------------------ | ----------------------- |
| 1990               | Tasmania (Australia)     | Medalla de oro     | Ocho con timonel ligero |
| 1991               | Viena (Austria)          | Medalla de oro     | Ocho con timonel ligero |
| 1993               | Račice (República Checa) | Medalla de bronce  | Ocho con timonel ligero |